# Igor Strawinsky

Igor Strawinsky im Alter von 18 Jahren

Igor Strawinsky (auch Igor Stravinsky; * 5. Junijul. / 17. Juni 1882greg. in Oranienbaum, Russland; † 6. April 1971 in New York City) war ein französisch-US-amerikanischer Komponist und Dirigent russischer Herkunft. Er war einer der bedeutendsten Vertreter der Neuen Musik.
Sein vollständiger Name lautet in moderner Transkription Igor Fjodorowitsch Strawinski (russisch Игорь Фёдорович Стравинский, vor der Rechtschreibreform Игорь Ѳедоровичъ Стравинскій, wiss. Transliteration Igor' Fëdorovič Stravinskij). Im Englischen wird der Nachname Stravinsky geschrieben, im Französischen existieren mehrere Schreibweisen nebeneinander – Stravinsky, Strawinsky und Stravinski.

## Leben

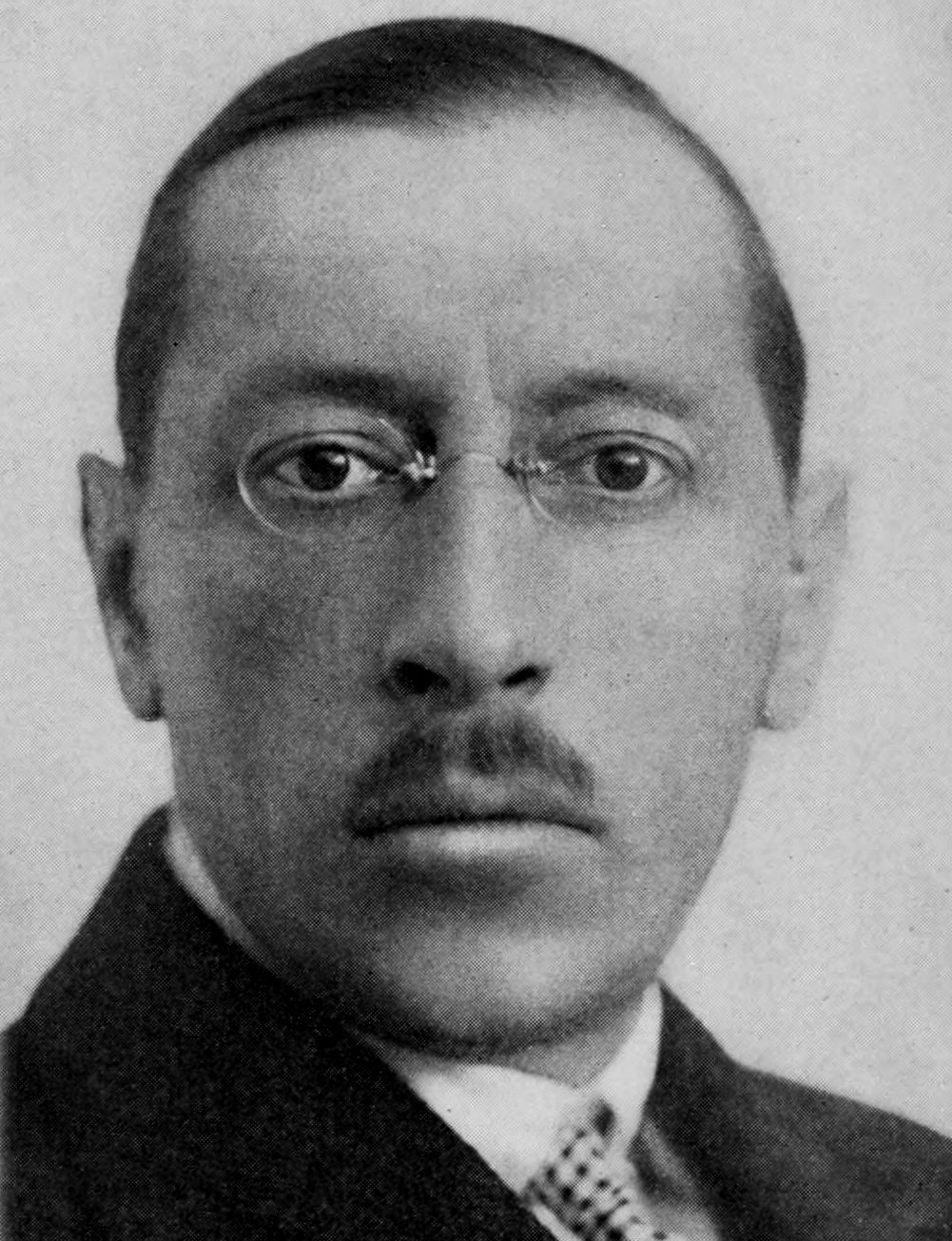
Igor Strawinsky, 1921

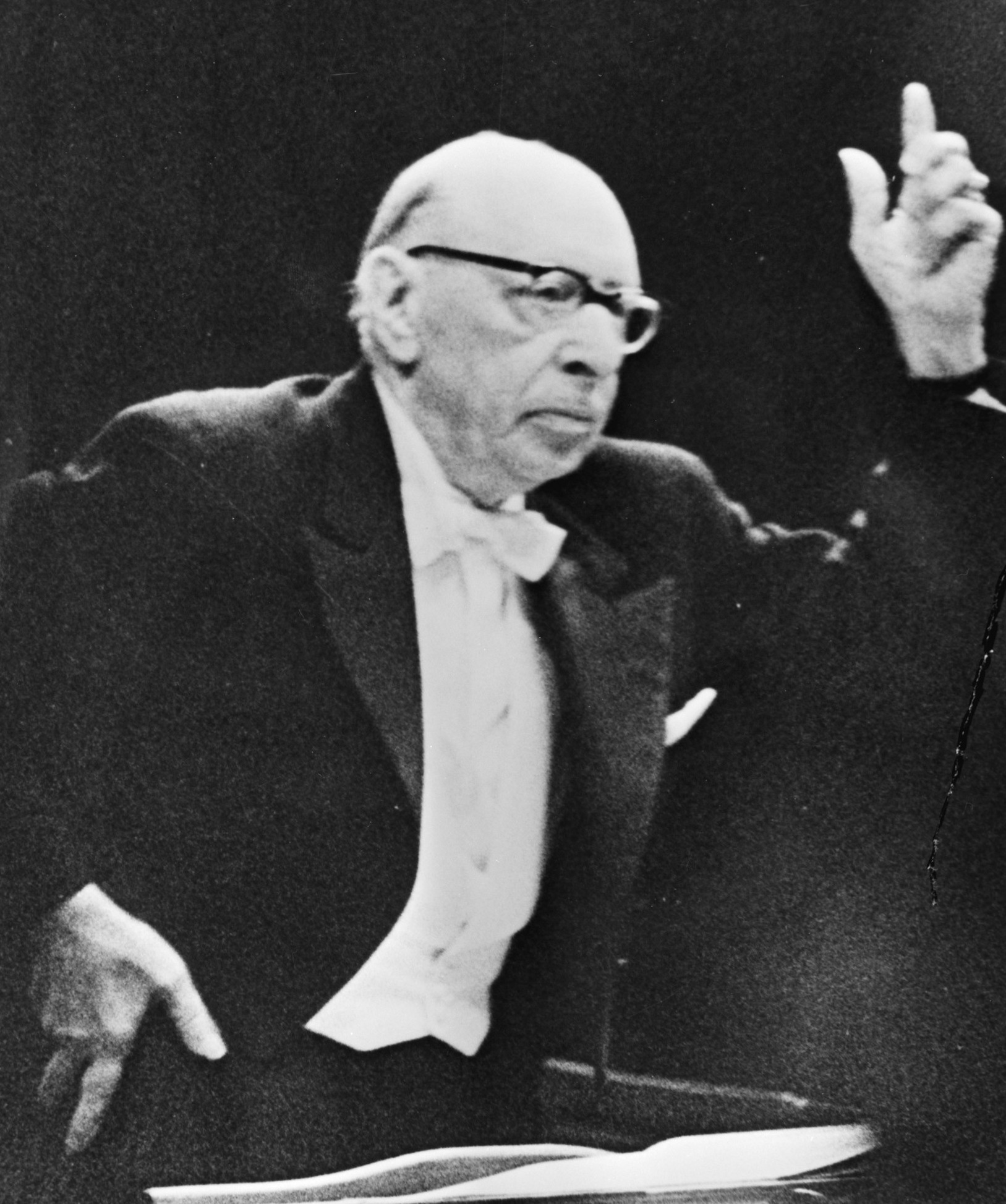
Igor Strawinsky, 1965

Strawinsky wurde 1882 in Oranienbaum in der Nähe von Sankt Petersburg geboren und am 10. August 1882 in der Nikolaus-Marine-Kathedrale in Sankt Petersburg getauft. Seine Kindheit und Jugend verbrachte er in einer verhältnismäßig restriktiven Umgebung, musikalisch unter dem Einfluss seines Vaters Fjodor Strawinski, der zu den bedeutendsten Opernsängern des Russischen Kaiserreiches zählte. So studierte er wie dieser ebenfalls zuerst Rechtswissenschaft in St. Petersburg mit Abschluss 1905, war dann aber Schüler bei Rimski-Korsakow.
Im Jahr 1906 heiratete er die Russin Jekaterina Nossenko, mit der er zwei Söhne und zwei Töchter bekam (1907, 1908, 1910, 1914). Sie war Studentin an der Académie Colarossi in Paris, an der sie ihre „große Zeichenbegabung“ ausbilden ließ. 1923, zur Aufführung von Strawinskys Les Noces („Bauernhochzeit“), illustrierte sie den Text zur Komposition mit „hübschen Aquarellen mit den kräftigen Farben“.
Seine russische Umgebung mit dem nach innen gerichteten Kulturleben, das eingeschränkt und provinziell auf ihn wirkte, erhöhte Strawinskys Verlangen nach der Außenwelt. 1910 reiste er erstmals nach Paris, dort wurden die Ballette Der Feuervogel (1910) und die Nachfolgewerke Petruschka (1911) und Le sacre du printemps (1913) aufgeführt. Nicht zuletzt wegen der bolschewistischen Revolution lebte Strawinsky seit 1920 in Frankreich; 1934 wurde er französischer Staatsbürger.
Er unternahm drei Amerikareisen: 1925, 1935 und 1937. 1939 starb seine Frau. 
Kriegsbedingt verließ er Frankreich 1940 und übersiedelte endgültig in die USA. Am 9. März 1940 heiratete er dort in Bedford, Massachusetts, seine langjährige Geliebte, die Malerin Vera Soudeikina de Bosset.
1941 übersiedelte er mit seiner Frau nach Los Angeles in den Stadtteil West Hollywood, 1260 North Wetherly Drive, wo beide etwa 20 Jahre wohnten. Danach zogen sie für weitere neun Jahre nach 1218 North Wetherly Drive.
Für den Rest seines Lebens unterstützte ihn seine zweite Gattin zunehmend in der zunächst fremden Umgebung; zahlreiche Geschichten berichten über ihre unermüdlichen Bemühungen um sein Wohlergehen und die Ruhe, die er zum Komponieren benötigte. Strawinsky hatte sich an das Leben in Frankreich gewöhnt; mit 58 Jahren in die USA auszuwandern war für ihn schwierig, auch wenn er bereits 1945 die Staatsbürgerschaft der Vereinigten Staaten erwarb. Eine Zeit lang unterhielt er einen Freundeskreis ausgewanderter Russen, erkannte aber, dass dies sein künstlerisches und berufliches Wirken in den USA nicht würde unterstützen können.
Als er mit W. H. Auden eine Oper plante, traf Strawinsky – mit der englischsprechenden Welt noch unvertraut – mit dem Komponisten und Musiker Robert Craft zusammen, der Weggefährte Strawinskys bis zu dessen Tod blieb und als sein Übersetzer, Chronist, assistierender Dirigent und Faktotum für unzählbare musikalische und gesellschaftliche Aufgaben fungierte.
Mit Ernest Ansermet verband Strawinsky eine intensive Arbeitsbeziehung: Der schweizerische Dirigent leitete zwischen 1918 und 1930 sieben Uraufführungen für Strawinsky. Strawinskys Hinwendung zur Zwölftonmusik ab 1952 allerdings betrachtete er in seinem Werk Die Grundlagen der Musik im menschlichen Bewusstsein kritisch.
Im Jahr 1967 verlieh die Rutgers University in New Jersey Strawinsky die Ehrendoktorwürde.
Im Oktober 1969, nach fast drei Jahrzehnten in Kalifornien, zogen Strawinsky und seine Frau Vera nach New York, in eine luxuriöse Wohnung mit drei Schlafzimmern im Essex House im Stadtteil Manhattan. Robert Craft zog bei ihnen ein und stellte seine Karriere hintenan, um sich um den kranken Komponisten zu kümmern.

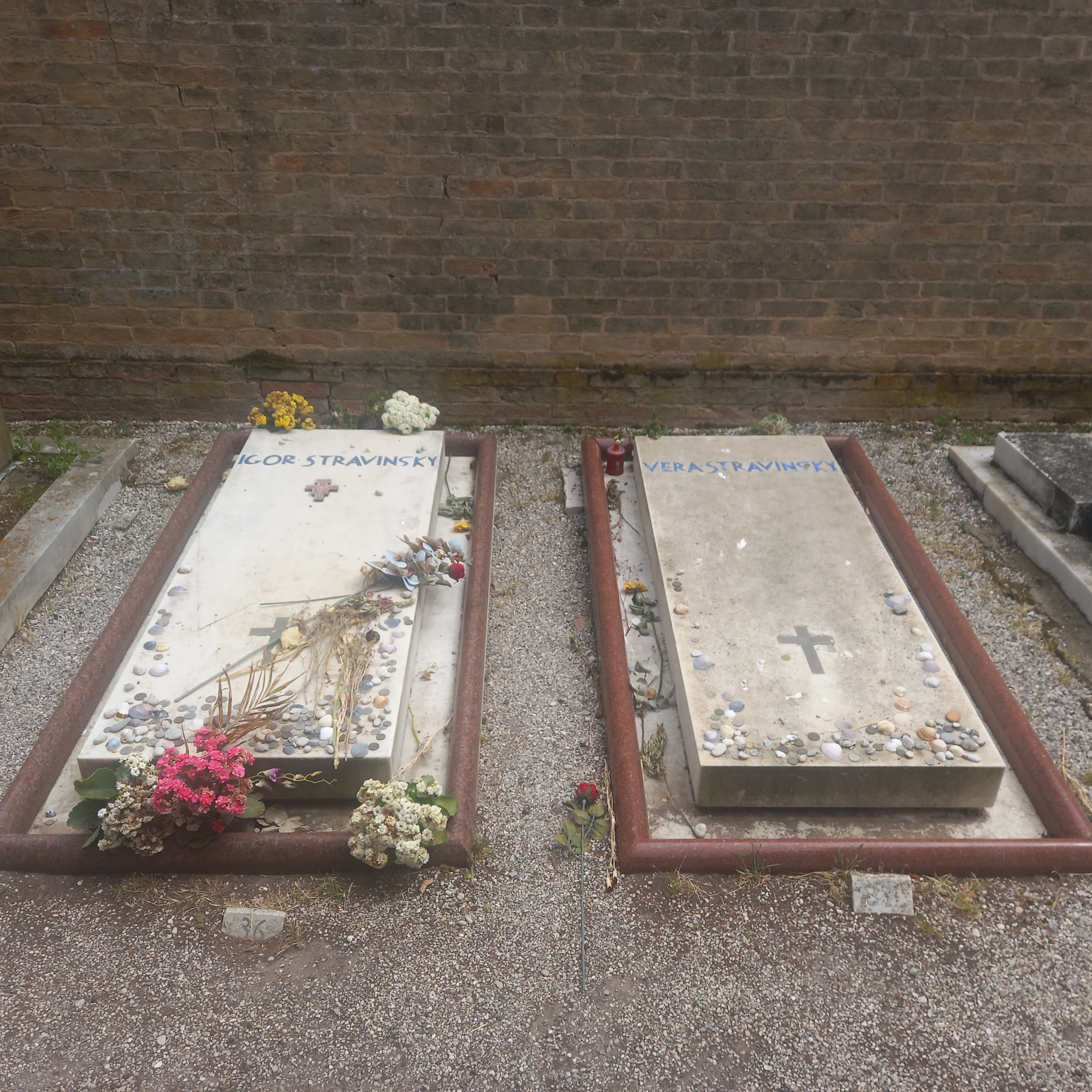
Das Grab von Igor Strawinsky und seiner Ehefrau Vera de Bosset auf dem Friedhof von San Michele in Venedig

Igor Strawinsky starb am 6. April 1971 in New York; Totenmesse und Beisetzung erfolgten auf Wunsch des Komponisten auf dem Friedhof San Michele in Venedig, wo 11 Jahre später neben ihm seine zweite Frau beigesetzt wurde.

## Wirken
Er schrieb zunächst Werke in spätromantisch-impressionistischer Tradition (Der Feuervogel), danach wandte er sich einer völlig neuen Tonsprache zu (dominante Rhythmik, Melodienarmut, revolutionär neue Akkorde: Le sacre du printemps, Histoire du soldat), anschließend schrieb er im neoklassizistischen Stil (vgl. Béla Bartók). Wichtige Stilmittel seiner Musik waren bis zum Zweiten Weltkrieg die Polytonalität und eine ausgeprägte Rhythmik, mitunter auch Zitate der Unterhaltungsmusik. Strawinsky komponierte in den 1950er Jahren auch serielle Musik. In seiner Musik sind viele verschiedene Einflüsse zu finden, die er zu einem unverwechselbaren Stil verschmolz.
Seine bekanntesten Werke entstammen seiner frühen russischen Periode: Der Feuervogel, Petruschka und Le Sacre du printemps. Diese Ballette führten praktisch zu einer Renaissance des Genres. Strawinsky schrieb für ein breites Spektrum von Ensemble-Kombinationen und klassischen Formen. Sein Werk reicht von Symphonien und Opern bis hin zu Klavier-Miniaturen.
Bei den Weltmusiktagen der International Society for Contemporary Music (ISCM World Music Days) gehört Strawinsky zu den am meisten aufgeführten Komponisten. An den ISCM-Festivals wurden folgende Werke von ihm aufgeführt: 1923 in Salzburg 3 Stücke für Streichquartett/Concertino für Streichquartett, 1924 in Prag Chant du Rossignol, 1924 in Salzburg das Bläseroktett, 1925 in Prag und 1930 in Lüttich/Brüssel die Symphonien für Bläser, 1925 in Venedig die Klaviersonate, 1933 in Amsterdam die Symphonie des Psaumes, 1946 in London die Sonate für 2 Klaviere, 1957 in Zürich Feuerwerk op. 4, 1959 in Rom/Neapel Agon, 1962 in London A Sermon, a Narrative and a Prayer und 1965 in Madrid Abraham and Isaac.
Weiterhin erlangte Strawinsky Berühmtheit als Pianist und Dirigent, oft mit Uraufführungen seiner eigenen Werke. Außerdem war er als Autor tätig. Mit Walter Nouvels Hilfe erstellte Strawinsky seine Autobiographie Mein Leben, aus der auch das berühmte Zitat kommt, dass „Musik ihrer Natur nach im Wesentlichen unfähig ist, irgendetwas auszudrücken“. Zusammen mit Alexis Roland-Manuel und Pierre Souvtchinsky verfasste er die Charles-Eliot-Norton-Vorlesungen der Harvard University aus den Jahren 1939–40, die auf Französisch gehalten und erstmals 1942 unter dem Titel Poétique musicale veröffentlicht wurden; 1947 wurden sie unter dem Titel Poetics of Music ins Englische übersetzt. 1959 wurden mehrere Gespräche zwischen dem Komponisten und seinem Protegé Robert Craft unter dem Titel Conversations with Igor Stravinsky veröffentlicht. In den folgenden zehn Jahren erschienen fünf weitere Bände in ähnlichem Format.
In seinen Erinnerungen schildert Strawinsky sehr detailliert seine musikalische Entwicklung bis zur Psalmensinfonie und dem Tanzmelodram Persephone. Am Anfang stand der Klavierunterricht. Er lernte schnell Noten zu lesen und am Klavier zu improvisieren, und er studierte die Partituren russischer Opern aus der Bibliothek seines Vaters. Nach der Reifeprüfung studierte er gemäß dem Wunsch seiner Eltern widerwillig Jura, wobei er schließlich nebenbei Harmonie-Unterricht nehmen durfte. Unabhängig davon studierte er seit seinem neunzehnten Lebensjahr selbständig mit großer Befriedigung die Lehre vom Kontrapunkt anhand eines gängigen Lehrbuches. Die weitere Entwicklung spiegeln seine Werke wider, deren Entstehungsprozesse er sehr detailliert in seinen Erinnerungen beschreibt. Von großer Bedeutung war für ihn der Kontakt und der Austausch mit den Menschen, die seine Entwicklung begleiteten und die er genau charakterisierte – vor allem Rimski-Korsakow und Diaghilew. Seinen musikalischen Schaffensprozess fasste Strawinsky handwerklich auf. Er zielte auf ein rationales Verstehen seiner Musik bei den Zuhörern und wollte keine Gefühle erzeugen. Dementsprechend forderte er von den Dirigenten und Ausführenden eine genaue, werkgetreue Wiedergabe seiner Kompositionen ohne eigene Interpretationen. Verständnislos reagierte er auf Kritiker seiner späteren Werke, die den Stil der früheren Werke – insbesondere des Sacre du printemps – absolut setzten und nicht bereit waren, seine weiteren Entwicklungen zu akzeptieren.
Als kosmopolitisch wirkender Russe war Strawinsky sowohl im Westen als auch in seiner Heimat einer der bedeutendsten Komponisten des 20. Jahrhunderts. Adorno hat in seiner Philosophie der neuen Musik (erschienen 1949) den Komponisten als den herausragenden Vertreter einer zur Position Schönbergs genau entgegengesetzten Einstellung dargestellt, wodurch er ihm hohen Respekt in Bezug auf seine kompositorischen Fähigkeiten zollte. In Hinsicht auf die Aussage von Musik sind die Positionen Adornos und des Komponisten ähnlich. Andererseits kritisierte Adorno den Stil des Neoklassizismus allgemein als „Absud bereits gewesener Musik“. Potentiell positiv sei daran nur ein Erkenntnisgewinn dadurch, dass das Zerfallsmoment der klassischen Musik deutlicher hervortrete.
Einem breiten Publikum ist Strawinsky auch durch den Film Fantasia (1940) bekannt geworden, in dem Walt Disney und seine Künstler die Musik aus Le sacre du Printemps in der Schöpfungs- und Dinosaurier-Sequenz in Bilder umsetzten.
Zu seinen Schülern gehörte der amerikanische Komponist/Erzieher Robert Strassburg (1915–2003).

## Ehrungen und Nachlass

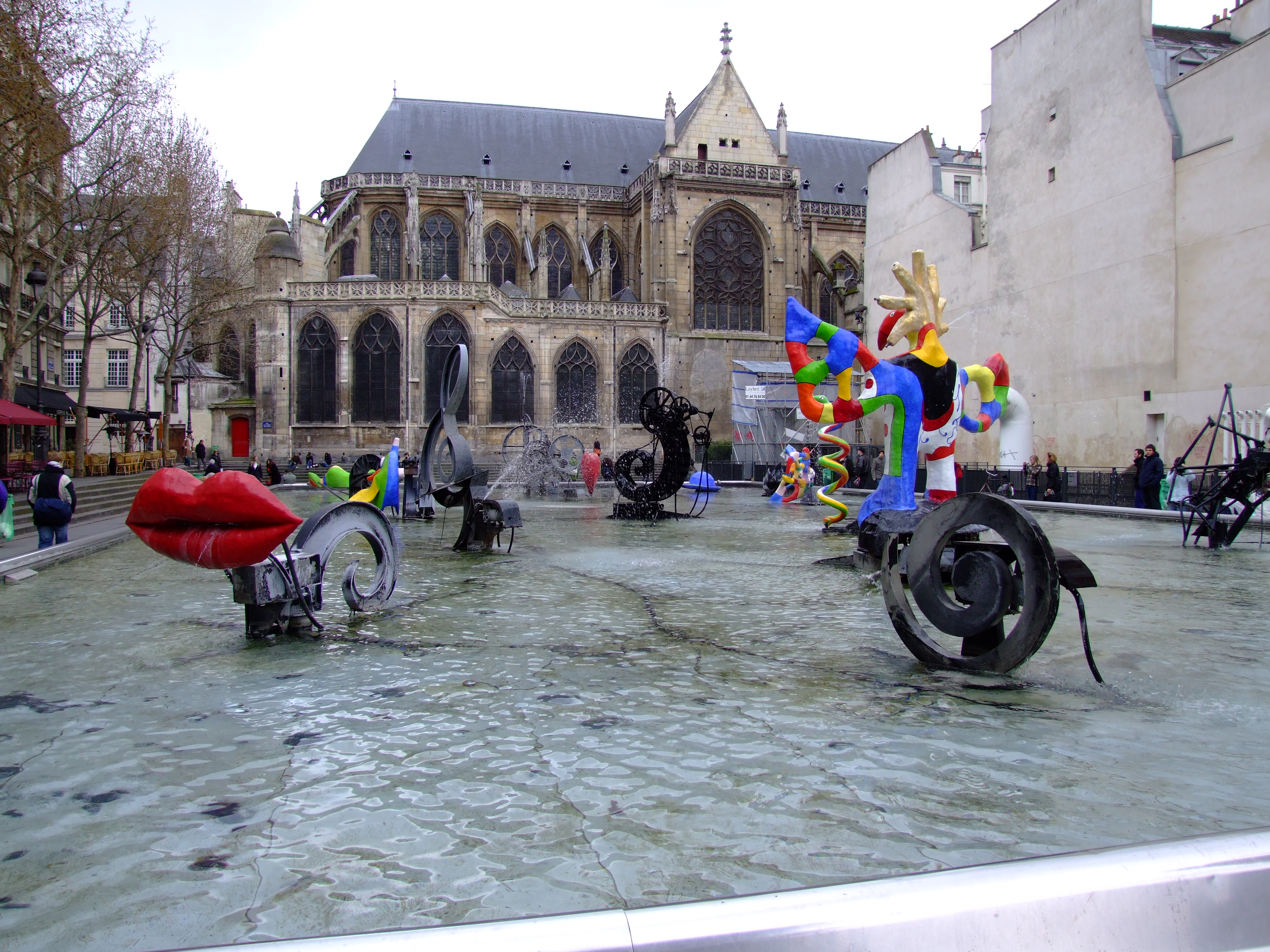
Strawinski-Brunnen von Niki de Saint Phalle und Jean Tinguely

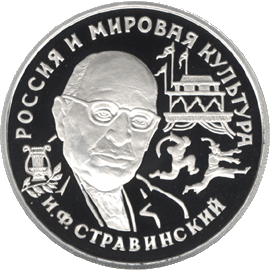
Russische Platinmünze (Nominal 150 Rubel) zu Ehren Strawinskys, 1993

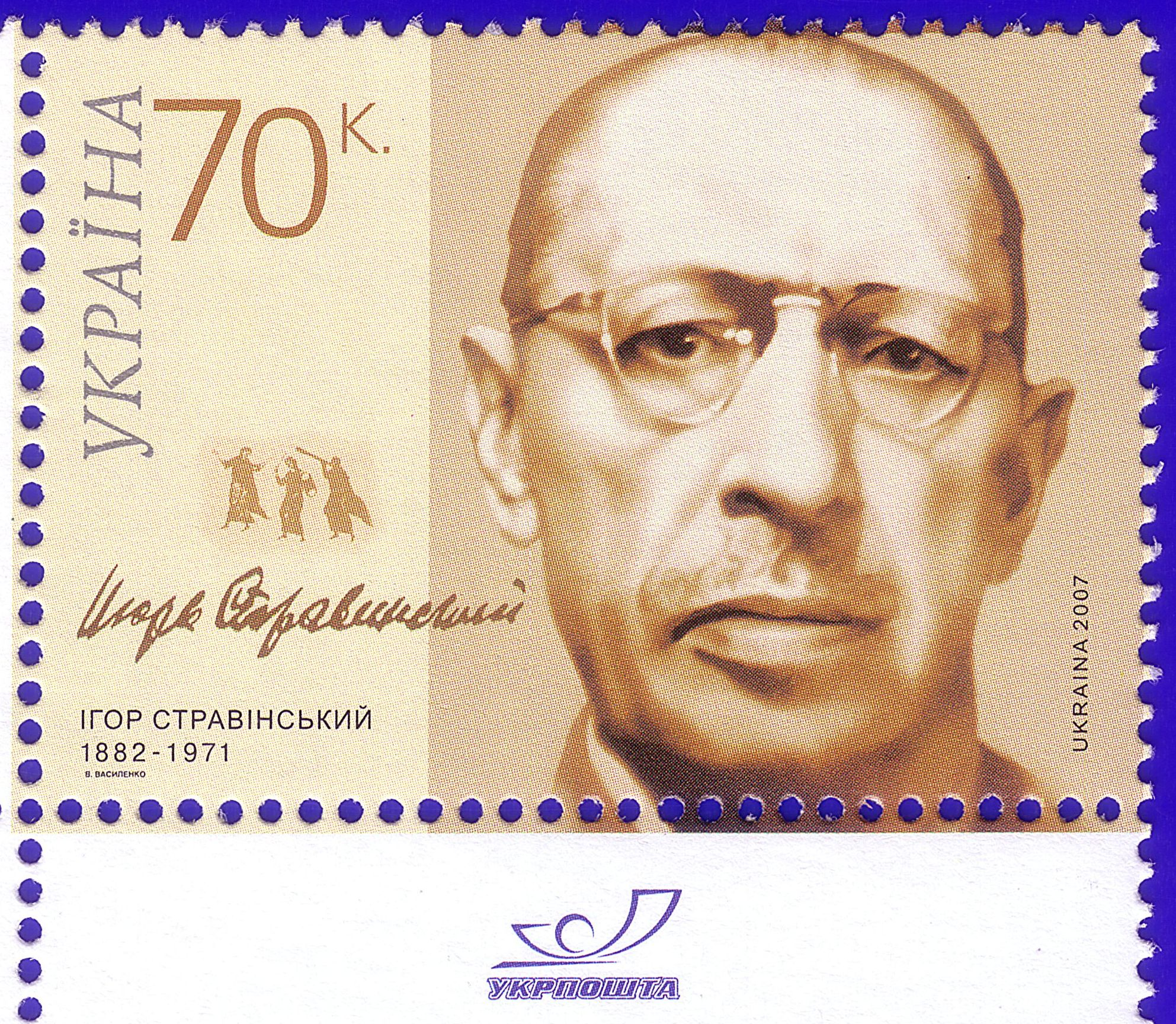
Ukrainische Briefmarke, 2007

- 1923 zusammen mit Maurice Ravel, Jean Sibelius und Ferruccio Busoni Ernennung zum ersten Ehrenmitglied der International Society for Contemporary Music ISCM (Internationale Gesellschaft für Neue Musik)[19]
- 1940 wurde Strawinsky in die American Academy of Arts and Sciences gewählt.[20]
- 1947 Wahl zum assoziierten Mitglied der Académie royale des Sciences, des Lettres et des Beaux-Arts de Belgique.[21]
- 1949 wurde er in die American Academy of Arts and Letters aufgenommen.[22]
- Ihm wurde 1953 der internationale Antonio-Feltrinelli-Preis verliehen.
- Ihm wurde ein Stern auf dem Hollywood Walk of Fame im 6340 Hollywood Boulevard gewidmet.
- In Paris ist vor dem Centre Georges Pompidou ein Platz nach ihm benannt, auf dem der Strawinski-Brunnen seit 1983 steht, mit dem Jean Tinguely und Niki de Saint Phalle in skulpturaler Form auf seine 16 wichtigsten Werke anspielen.
- Seit 1974 ist er Namensgeber für das Stravinsky Inlet, einer Bucht der Alexander-I.-Insel in der Antarktis
- 1990 wurde der Asteroid (4382) Stravinsky nach ihm benannt.[23]
- 1993 wurde in Russland eine Platinmünze der Serie Russlands Beitrag zur Weltkultur mit dem Porträt Strawinskys und der Darstellung einer Szene aus dem Ballett Petruschka herausgegeben.

Ein Gutteil des Nachlasses von Strawinsky befindet sich heute in der Paul-Sacher-Stiftung.

## Familie Strawinski

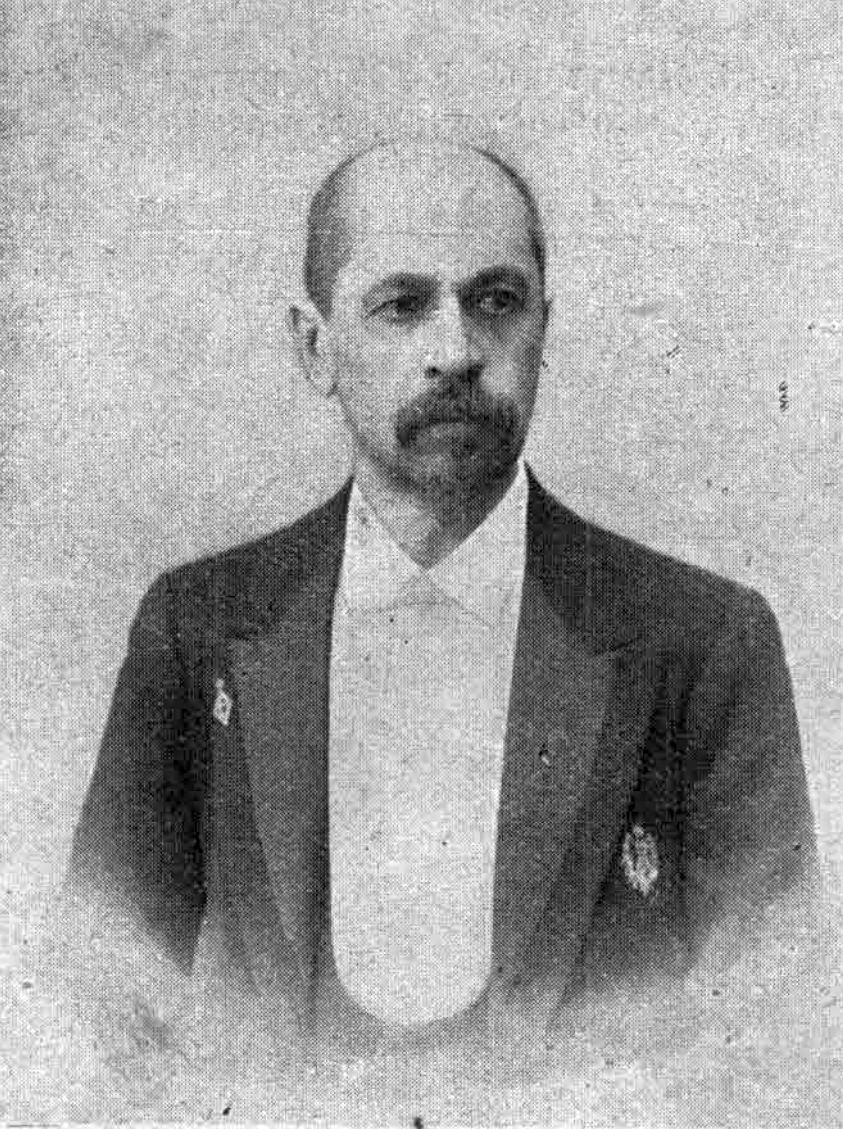
Sein Vater Fjodor Strawinski 1901, ein Jahr vor seinem Tod

Die Familie Strawiński mit Wappen Sulima gehörte dem polnischen Landadel an und hat ihren Ursprung wohl bei Troki in Litauen, wo ab der Mitte des 17. Jahrhunderts Angehörige urkundlich genannt werden. Die gesicherte Familie des Komponisten Strawinsky beginnt mit dessen Großvater Ignacy Strawinski. Dieser war noch katholisch, hatte aber keinen eigenen Grundbesitz mehr. Er verdingte sich als Verwalter des Gutes Nowy Dwor bei Homel und starb im Haus seiner Tochter in Tiflis. Die Großmutter wie auch alle Kinder und Enkel waren orthodox.

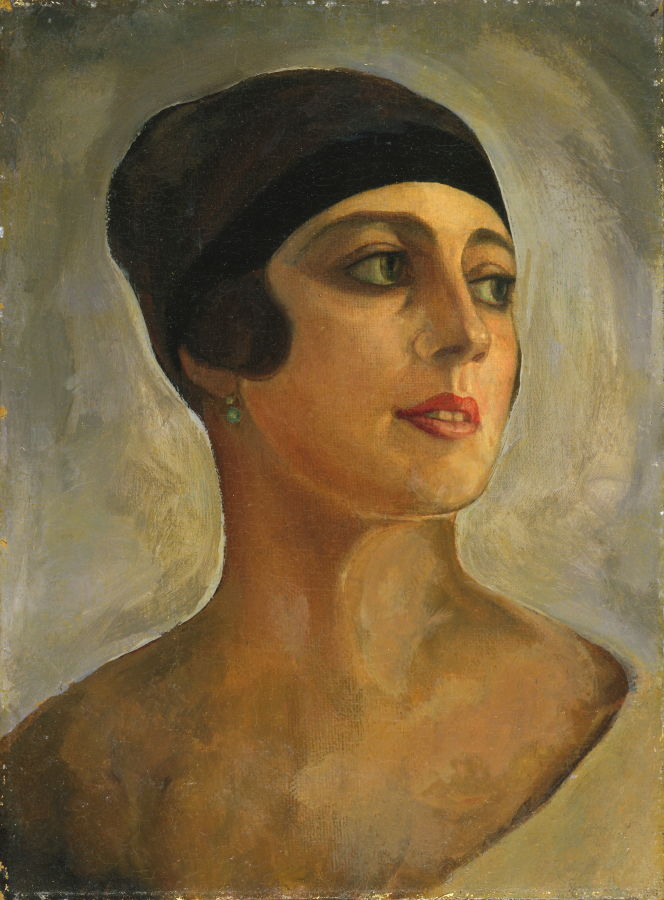
Strawinskys zweite Ehefrau Vera de Bosset, Porträt von Sergei Sudeikin

Ignacy Strawinski (* 1809; † 1903), Gutsverwalter
⚭ Alexandra Ivanovna Skorokhodova (* 1817; † 1898)
- Alexander Strawinski (* 1835; † 1916), russischer Offizier
- Konstantin Strawinski (* 1839)
- Olga Strawinska (* 1839) ⚭ NN Dimschewsky
- Fedor Strawinski (* 20. Juni 1843; † 4. Dezember 1902), studierte Rechtswissenschaften in Kiew und St. Petersburg, 1873–1876 Opernsänger in Kiew, seit 1876 am Mariinskij Theater St. Petersburg, war ein Freund von Fjodor Michailowitsch Dostojewski

⚭ 1874 Anna Kyrillowna Cholodowska (* 1854/55) Pianistin an der Oper in Kiew, Tochter des Kyrill Grigorjewitsch Cholodowski (* 1806; † 1855) und der Anna Romanowna Cholodowska
- Roman Strawinski (* 13. Oktober 1875; † 1897)
- Juri Strawinski (* 10. Dezember 1878; † 1941), Opernsänger am Mariinskij Theater in St. Petersburg
- Igor Strawinski (* 17. Juni 1882; † 6. April 1971), Komponist

⚭I 1906 Jekaterina Gawrilowna Nossenko (* 1881; † 1939), Tänzerin, Tochter des Gawril Nossenko, Gutsherr auf einigen tausend Hektar Land nahe Ustilug in Wolhynien, und der Maria Cholodowska (* 1848; † Oktober 1882)
- Théodore Strawinski (* 24. März 1907; † 16. Mai 1989), Kunstmaler
- Ludmilla Igorewna Strawinska Mandelstam (* 24. Dezember 1908; † 30. November 1938)
- Swjatoslaw Sulima Igorewitsch Strawinski (* 23. September 1910; † 28. November 1994), Komponist
- Milena (Milène) Strawinska (* 15. Januar 1914; † 22. Juli 2013)

⚭II 1940 Vera de Bosset (* 7. Januar 1889; † 17. September 1982), Tochter des deutsch-baltischen Gutsbesitzers Arthur Harald Bosse und der Henriette Malmgreen, Tänzerin (⚭I. Sergei Sudeikin, Maler und Bühnenbildner)
- Jurij Strawinski, studierte ebenfalls zuerst Rechtswissenschaften

Igor Strawinsky selbst war ein Familienmensch, der einen beachtlichen Teil seiner Zeit, Anstrengungen und Ausgaben auf seine Söhne und Töchter verwendete. In den zwanziger Jahren lernte er seine spätere zweite Ehefrau Vera kennen; sie verließ ihren Ehemann. Von diesem Zeitpunkt an führte Strawinsky bis zum Tod seiner Frau Jekaterina ein Doppelleben, in dem er seine Zeit zwischen seiner ersten Familie und Vera aufteilte. Jekaterina erfuhr bald von der Beziehung und akzeptierte sie als unausweichlich und dauerhaft. Trotzdem entstand nach seinem Tode ein Streit um seinen Besitz und seine Aufführungsrechte.

## Sonstiges

### Charakter
Auffällig ist Strawinskys Fähigkeit, sich Aufträge zu verschaffen; viele seiner Werke seit dem Feuervogel wurden für spezielle Anlässe komponiert und bezahlt. Strawinsky entging dadurch dem Problem vieler Komponisten, eine gewöhnliche Arbeitsstelle annehmen zu müssen.
Strawinsky zeigte sich oft als erfahrener „Mann von Welt“. Er erwarb im Gegensatz zu anderen Komponisten seiner Zeit ein feines Gespür für Geschäftsangelegenheiten. Allerdings sind auch seine Urheberrechts-Probleme legendär.
Otto Klemperer beschrieb Strawinsky als kooperativ und unkompliziert. Gleichzeitig legte Strawinsky eine aristokratische Geringschätzung gegenüber gesellschaftlich Geringergestellten an den Tag: Robert Craft war peinlich berührt von Strawinskys Angewohnheit, in Restaurants mit einer Gabel an ein Glas schlagend laut Aufmerksamkeit zu verlangen.

### Inspiration
Strawinsky verfügte über einen breit gefächerten Literaturgeschmack, der sein fortwährendes Verlangen nach neuen Entdeckungen widerspiegelt. Die Texte und Literaturquellen seiner Arbeit begannen mit einem Interesse an russischer Folklore, erstreckten sich über klassische Autoren und die lateinische Liturgie bis hin zu gegenwärtiger französischer (André Gide, Persephone) und englischer Literatur (Auden, T. S. Eliot), die englische Bibel in der „King James Version“ aus dem Jahre 1611 und mittelalterliche englische Dichtung. Gegen Ende seines Lebens setzte er hebräische Schrift in Abraham und Isaak ein.

### Film „Coco Chanel & Igor Stravinsky“
Aspekte aus Strawinskys Leben thematisiert der Film Coco Chanel & Igor Stravinsky, der 2009 bei den Filmfestspielen in Cannes vorgestellt wurde und am 15. April 2010 in die Kinos kam. Er handelt von der leidenschaftlichen Liebesbeziehung zwischen Strawinsky und Coco Chanel, die unter der Regie von Jan Kounen von der Französin Anna Mouglalis und dem Dänen Mads Mikkelsen dargestellt werden.

## Werke (Auswahl)

### Opern und Bühnenwerke

Szenische Uraufführung der Sintflut am 30. April 1963

- Le rossignol (Die Nachtigall) (1914) (nach Hans-Christian Andersen: Des Kaisers Nachtigall)
- Le Renard (Reineke Fuchs) (1915)
- Histoire du soldat (Die Geschichte vom Soldaten) (1918)
- Mavra (1922)
- Oedipus Rex (1927/1948)
- Perséphone, Tanzmelodram in 3 Teilen (1934)
- The Rake’s Progress (1951)
- Die Sintflut (1963)

### Ballette
- L’Oiseau de feu (Der Feuervogel) (1910)
- Petruschka (1911/revidiert 1946)
- Le sacre du printemps (Die Frühlingsweihe) (1913/revidiert 1922/1943)
- Pulcinella (1920)
- Les Noces (Die Bauernhochzeit), Ballettkantate (1923)
- Apollon musagète (1928/revidiert 1947)
- Le baiser de la fée (Der Kuss der Fee) (1928/revidiert 1950)
- Jeu de cartes (Das Kartenspiel) (1936)
- Scènes de ballet (1944)
- Orpheus (1947)
- Agon (1953/1964)

### Vokalwerke
- Swesdoliki (Der Sterngesichtige) oder Le Roi des étoiles für Männerchor und Orchester (1911/12)
- Pater noster, Motette für gemischten Chor (1926)
- Psalmensinfonie für Chor und Orchester (1930/1949)
- Ave Maria für gemischten Chor (1934)
- Babel für Sprecher, zweistimmigen Männerchor und Orchester (1944, Schlusssatz der Genesis Suite)
- Mass für Chor und Orchester (UA 1948)
- Requiem Canticles für Altstimme und Bass-Soli, Chor und Orchester (UA 1966)

### Orchesterwerke
- Sinfonie Es-Dur op. 1 (1905–1907)
- Faune et bergère, Suite für Gesang und Orchester, op. 2
- Le chant du rossignol, Sinfonische Dichtung (1917)
- Ragtime für elf Instrumente (1918)
- Symphonies d’instruments à vent für 23 Blasinstrumente (1920/1945–1947)
- Oktett (1922–1923)
- Concerto – für Klavier und Blasorchester (1923–1924)
- Konzert für Violine und Orchester in D (Concerto en ré pour violon et orchestre, 1931)
- Konzert in Es für Kammerorchester „Dumbarton Oaks“ (1937/38)
- Sinfonie in C (1939/40)
- Danses Concertantes für Kammerorchester (1942)
- Vier norwegische Impressionen (1942)
- Zirkuspolka (1942/44)
- Sinfonie in 3 Sätzen (1942–1945)
- Scherzo à la Russe (1944)
- Ebony Concerto (1946)
- Concerto in D für Streichorchester (1947)
- Fanfare for a New Theatre (1964)

### Kammermusik
- Drei Stücke für Streichquartett (1914)
- Concertino für Streichquartett (1920)
- Oktett für Flöte, Klarinette, 2 Fagotte, 2 Trompeten, Posaune und Bassposaune (1922/23)
- Septett für Klarinette, Fagott, Horn, Klavier, Violine, Viola und Violoncello (1952/52)
- Doppelkanon für Streichquartett (1959)

### Klavierwerke
- 4 Etüden op. 7 (1908)
- Piano-Rag-Musik (1919)
- Trois mouvements de Pétrouchka (2- und 4-händige Version) (1921)
- Sonate pour piano (1924)
- Serenade en la (in A) (1925)
- Concerto for Two Pianos (1935)
- Tango (1940)